# عش الشوحة
عش الشوحة قرية سورية تتبع ناحية الحواش في منطقة تلكلخ في محافظة حمص. بلغ عدد سكانها 342 نسمة في عام 2004 حسب إحصاء المكتب المركزي للإحصاء.